# Serghei Pogreban
Serghei Pogreban (n. 13 mai 1978) este un fotbalist din Republica Moldova, care a joacă pe postul de atacant la clubul Dinamo-Auto Tiraspol.
Între anii 2001 și 2004 el a jucat 13 meciuri la echipa națională de fotbal a Moldovei, marcând un gol.